# Evangelii nuntiandi
Evangelii nuntiandi (téma: Evangelizace v moderním světě; zkratka EN) je apoštolská exhortace vydaná 8. prosince 1975 papežem Pavlem VI. na téma katolické evangelizace. Název převzatý z úvodních slov původního latinského textu znamená „při hlásání evangelia“ a potvrzuje úlohu každého křesťana, nejen vysvěcených duchovních, kněží a jáhnů, řeholníků či profesionálních církevních pracovníků, při šíření evangelia Ježíše Krista.
Pavel VI. svolal na září 1974 synodu, aby definovala, co katolíci rozumí pod pojmem „evangelizace“. Exhortace, která vyšla koncem roku 1975, odráží práci této synody. Tento termín, ačkoli je starobylý, byl a je pro mnohé nejednoznačný. Evangelii nuntiandi podala teologické zásady, které měly členy vést k pochopení toho, co se rozumí pod slovem evangelizace a jak se vztahuje na průměrného římského katolíka. Dokument přitom zdůraznil, že moderní svět klade větší důraz na obrazy než na slova. Svět jako takový potřebuje vidět svědky nového možného způsobu života, aby mohl být seznámen s evangeliem.
V době konání synody byl konzultorem Papežské rady pro laiky kardinál Karol Wojtyla, krakovský arcibiskup a budoucí papež Jan Pavel II. Působil jako generální zpravodaj nebo zapisovatel synody a významně se podílel na původní přípravě Evangelii nuntiandi.

## Obsah
Exhortace má úvod, po němž následuje sedm oddílů. V úvodu je evangelizace formulována jako hlavní služba církve. První oddíl zdůrazňuje spojení mezi Kristem evangelizátorem a jeho církví, která napodobuje jeho příklad. Ve druhém oddíle Pavel VI. a biskupská synoda navrhují definici evangelizace v kontrastu ke všem ostatním možným pojetím tohoto pojmu. Třetí oddíl vysvětluje obsah evangelizace. Čtvrtá část popisuje metody evangelizace. Pátý oddíl označuje příjemce evangelizace, zatímco šestý oddíl objasňuje, kdo jsou pracovníci evangelizace. Sedmý a poslední oddíl se zabývá Duchem evangelizace.

## Vztah k nové evangelizaci
Evangelii nuntiandi je často citována jako zdroj pro novou evangelizaci katolické církve, kterou papež Jan Pavel II. popsal jako výzvu, aby každý člověk prohluboval svou víru v Boha, věřil v poselství evangelia a hlásal radostnou zvěst. Zaměření nové evangelizace vyzývá všechny, aby se nechali evangelizovat a pak šli evangelizovat druhé. Zaměřuje se na opětovné předkládání evangelia těm, kteří prožili krizi víry. Podle studie Centra pro aplikovaný výzkum apoštolátu z roku 2008 se pouze 23 % amerických katolíků pravidelně účastní mše svaté jednou týdně, přičemž 77 % se samo označuje za hrdé na to, že jsou katolíky.

## Papež František oEvangelii nuntiandi
Papež František označil Evangelii Nuntiandi za „největší pastorační dokument, který byl dosud napsán“ a nařídil, aby si jej biskupové a kardinálové opakovaně četli. Jeho první apoštolská exhortace Evangelii Gaudium cituje Evangelii Nuntiandi v části o lidové zbožnosti.